# Blechnum indicum
Blechnum indicum es una especie de helecho perteneciente a la familia Blechnaceae. Es originaria de Java .

## Descripción
Es un helecho con rizoma erecto. Las frondas erectas, agrupadas, todas ± similares y pinnadas, en su mayoría, por lo general de 30-70 cm de largo, de color verde brillante, márgenes de pinnas ± igualmente finamente dentadas en toda su longitud. Las frondas estériles con pinnas de 5-12 cm de largo, 8-12 mm de ancho, pinnas claramente pecioladas, por lo menos en el tercio inferior de la lámina; las frondas fértiles con pinnas un poco más pequeñas.

## Distribución y hábitat
Las plantas agrupadas se encuentran en suelos arenosos en las zonas costeras y pantanosas, al norte de la Bahía de Jervis, en Nueva Gales del Sur. 
Esta planta fue recolectada con otra especie: Cyclosorus interruptus por Joseph Banks y Daniel Solander en Botany Bay en 1770.

## Taxonomía
Blechnum indicum fue descrita por  Nicolaas Laurens Burman  y publicado en Flora Indica . . . nec non Prodromus Florae Capensis 231. 1768.